# Mysore-Kriege
Die Mysore-Kriege fanden in Indien, zwischen dem Königreich Mysore auf der einen und der Britischen Ostindien-Kompanie, den Marathen und Hyderabad auf der anderen Seite, während der letzten drei Jahrzehnte des 18. Jahrhunderts statt. Sie endeten mit dem Zusammenbruch der Dynastie von Haidar Ali und Tipu Sultan und der Unterwerfung des Königreichs unter die Verwaltung der Briten.

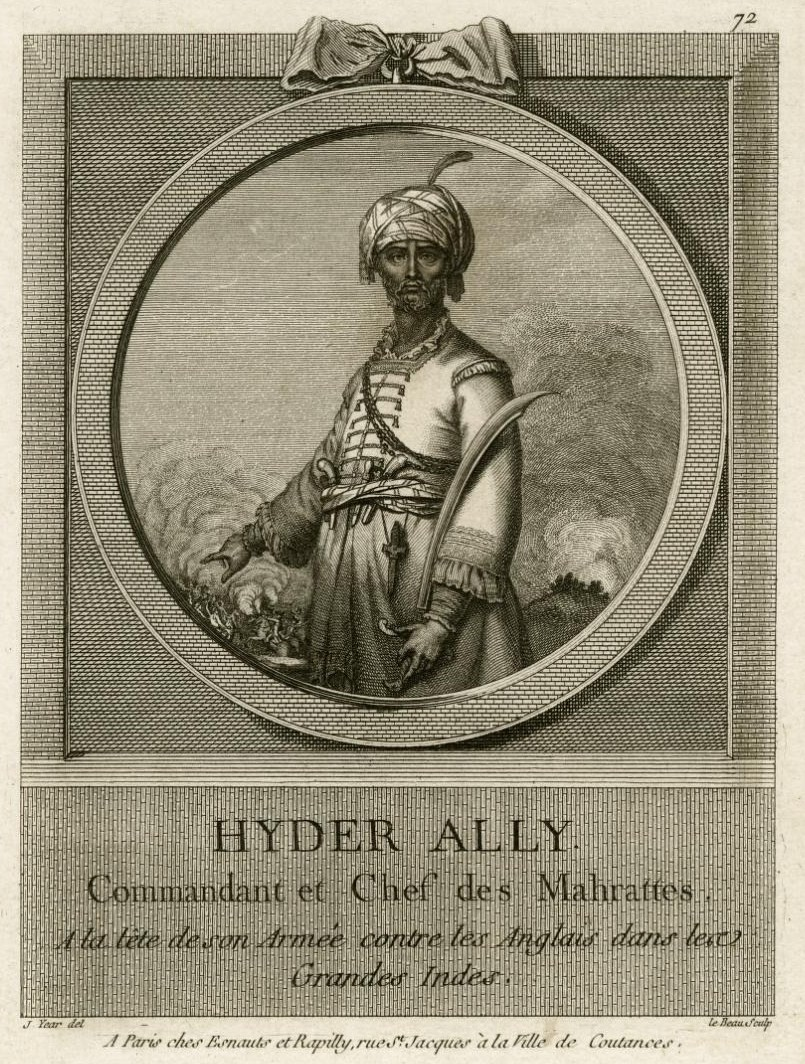
Haidar Ali (1762)

Im Ersten Mysore-Krieg (1766–1769) konnte Haidar Ali gegen die Streitkräfte der Marathen, des Nizam von Hyderabad und der Briten einen faktischen Sieg erringen und dabei Gebiete nördlich von Mysore annektieren.
Während des Zweiten Mysore-Kriegs (1780–1784) stieg Haidar Alis Sohn, Tipu Sultan, zu einem herausragenden Militärführer auf. Im Norden gelang es ihm, eine Invasion von Truppen der Marathenfürsten und Hyderabad zurückzuschlagen und im Osten britische Streitkräfte zu besiegen. Darüber hinaus gelang es Tipu, weitere Gebiete im Süden zu erobern. Der Konflikt endete 1784 mit dem Vertrag von Mangalore, in dem beide Seiten sich verpflichteten, zu der Grenzziehung von vor 1780 zurückzukehren.
Im Dritten Mysore-Krieg (1789–1792) startete Tipu Sultan, nun Herrscher von Mysore und mit Frankreich verbündet, eine Invasion des benachbarten Fürstentums von Travancore, das mit den Briten verbündet war. Das Resultat war ein drei Jahre andauernder Krieg, der mit einer vernichtenden Niederlage für Mysore endete. 1792 wurden Tipus Truppen bei der Ersten Belagerung von Seringapatam geschlagen. Im folgenden Vertrag von Seringapatam, verpflichtete sich Mysore, etwa die Hälfte seines Gebietes an die Ostindien-Kompanie und ihre Alliierten abzugeben.
Im Vierten Mysore-Krieg (1799) wurde Tipu Sultan endgültig geschlagen und Mysore musste weitere Gebietsabtretungen hinnehmen. Das Bündnis zwischen Tipu und Frankreich wurde von der Ostindien-Kompanie als Bedrohung empfunden und Mysore wurde von vier Seiten gleichzeitig angegriffen. Tipu hatte etwa 35.000 Mann unter Waffen, die gegen 60.000 Briten und die Streitkräfte von Hyderabad und den Marathen standen. Der Krieg endete mit der Zweiten Belagerung von Seringapatam. Tipu Sultan kam bei der Verteidigung der Stadt ums Leben. Das Gebiet von Mysore wurde anschließend unter den Siegern aufgeteilt. Lediglich ein kleines Gebiet um die Städte Mysore und Seringapatam blieb erhalten. Die Briten brachten die ehemalige hinduistische Herrscherdynastie der Wodeyar wieder an die Macht. Die Wodeyar-Fürsten herrschten in Mysore, bis sich der Staat 1947 Indien anschloss.

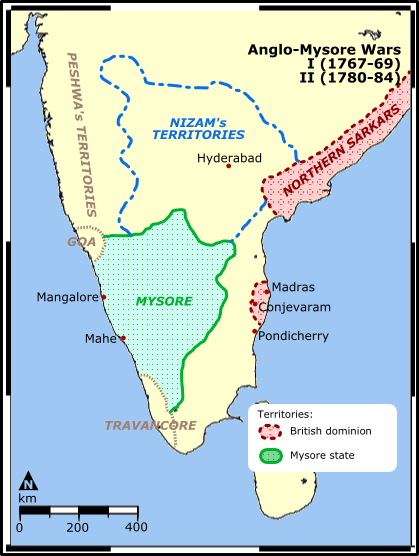
Erster und Zweiter Mysore-Krieg
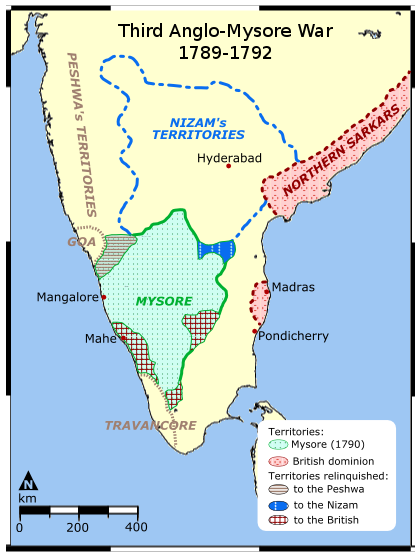
Dritter Mysore-Krieg
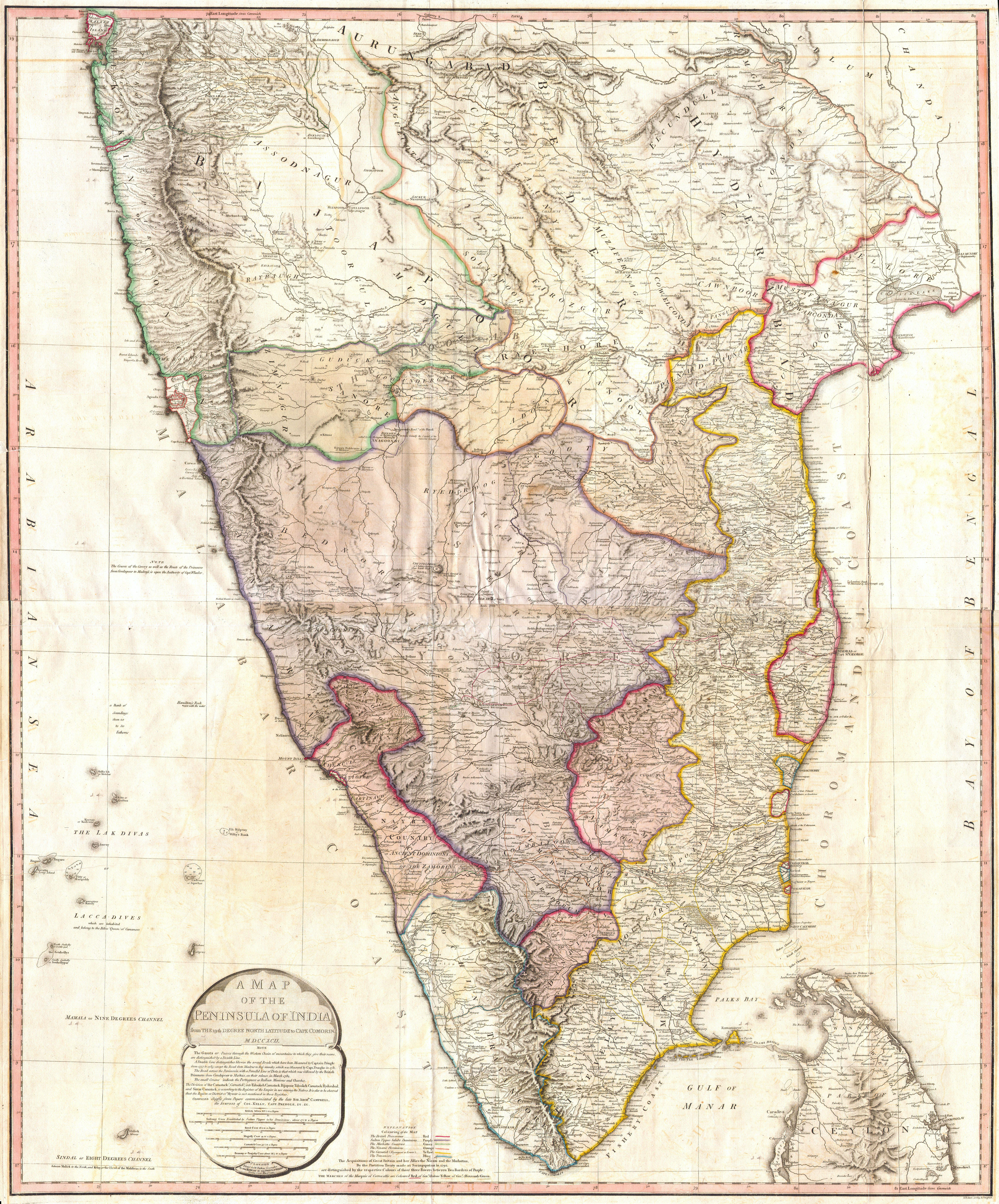
Karte von 1793
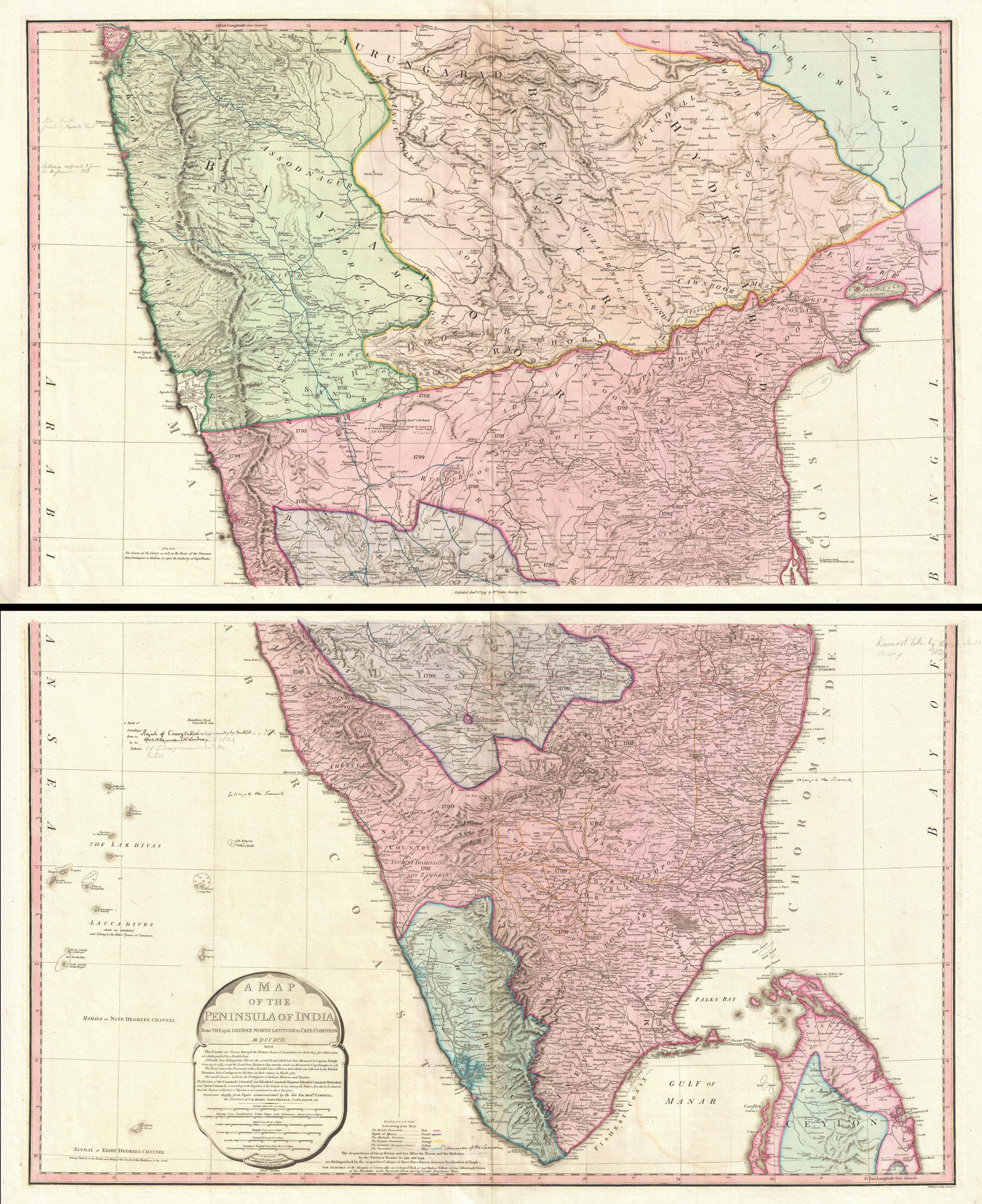
Karte von 1800
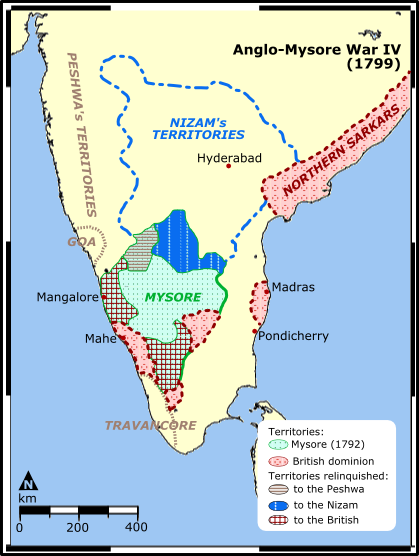
Vierter Mysore-Krieg